# White Day

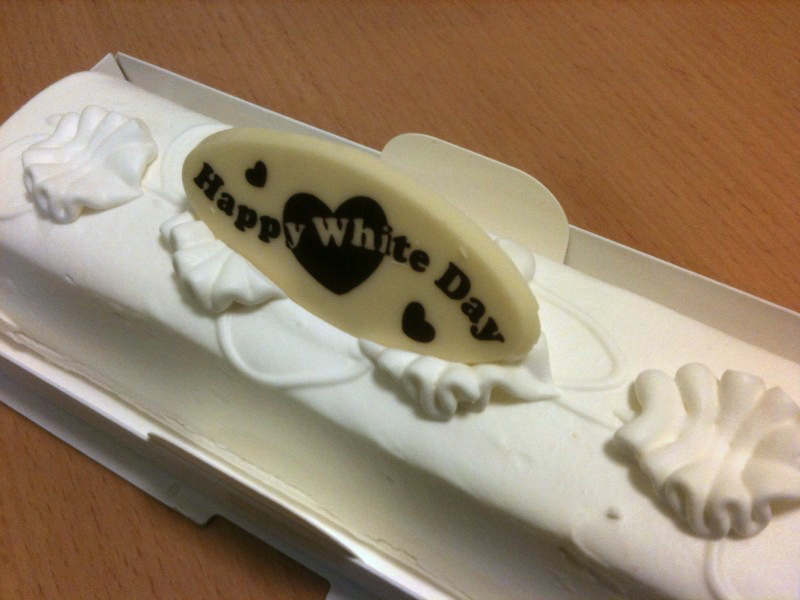
Dolce per il White Day

Il white day (ホワイトデー?, howaito dē, wasei-eigo per "giorno bianco") è una ricorrenza celebrata il 14 marzo, un mese dopo il giorno di San Valentino, a cui è direttamente collegata.
La festa è originaria del Giappone, ma la sua fama si è estesa fino a venire correntemente celebrata anche in Corea del Sud, Taiwan, Cina e Russia, dove assume i nomi rispettivamente di 화이트데이 (hwaiteu dei) e 白色情人節 e белый день, di uguale significato.

## Significato
In Giappone la festa di San Valentino viene celebrata seguendo un preciso rituale: il 14 febbraio le ragazze offrono del cioccolato (industriale o fatto a mano, solitamente scuro) al ragazzo che amano come strumento di comunicazione non verbale. Se costui accetta l'amore della ragazza, può ricambiare con un altro gesto non verbale che consiste nel consegnare a sua volta un dono alla ragazza il 14 marzo, il white day. Solitamente il dono che viene consegnato per il white day consiste in un pacchetto di cioccolato bianco (ma anche biscotti, dolci in genere o anche peluche, gioielli e biancheria intima, l'importante è che sia di colore bianco o chiaro), ed è più costoso di quello di San Valentino: si usa infatti l'espressione sanbai gaeshi (三倍返し? "tre volte al ritorno") per indicare che il regalo dell'uomo deve avere un valore doppio o triplo di quello della donna. Come per il cioccolato di San Valentino, anche per il white day esistono tre categorie di doni:
- honmei-choko (本命チョコ? "cioccolato del favorito") che si consegna alla persona amata
- tomo-choko (友チョコ? "cioccolato dell'amico") regalato agli amici
- giri choco (義理チョコ? "cioccolato d'obbligo"), dato per convenzione sociale a colleghi e compagni

## Origine
Il white day è stato introdotto nel 1978 dal Zenkoku ame kashi kōgyō kyōdō kumiai (全国飴菓子工業協同組合? "Associazione nazionale delle industrie dolciarie") come risposta al giorno di San Valentino. L'idea rappresenta un'estensione sull'intero territorio nazionale del marshmallow day (マシュマロデー?, mashumaro dē), inventato nel 1977 dalla Ishimura manseido (石村萬盛堂?), un'azienda confettiera di Fukuoka che il 14 marzo vendeva agli uomini confezioni regalo di marshmallow da usare come risposta al cioccolato del 14 febbraio.